# La Dernière Énigme (téléfilm, 2010)
Pour les articles homonymes, voir La Dernière Énigme (homonymie).
Pour plus de détails, voir Fiche technique et Distribution.
La Dernière Énigme (The Last Christmas) est un téléfilm canadien réalisé par Gary Yates et diffusé le 13 décembre 2010.
C'est la suite du téléfilm Le Mariage de ma meilleure amie (Wedding for One) mettant en scène les personnages de Claire et Monica.

## Synopsis
À l'occasion des fêtes de Noël, un patriarche condamné par la maladie réunit sa famille, espérant faire la lumière sur la mort de sa fille, survenue cinq ans plus tôt.

## Fiche technique
- Titre original : The Last Christmas
- Titre français : La Dernière Énigme
- Réalisation : Gary Yates
- Scénario : Paula J. Smith et Alex Galatis
- Décors : Larry Spittle
- Costumes : Maureen Petkau
- Photographie : Michael Marshall
- Montage : Cathy Gulkin
- Musique : Alex Khaskin
- Production : Joe Laurin
- Production déléguée : Marina Cordoni, Alex Galatis, Phyllis Laing et Ira Levy
- Sociétés de production : Breakthrough Films and Television et Buffalo Gal Pictures
- Société de distribution : Corus Entertainment
- Pays d'origine :  Canada
- Langue originale : anglais
- Format : couleur
- Genre : Drame
- Durée : 120 min
- Dates de sortie :
  -  Canada : 13 décembre 2010
  -  France : 28 novembre 2011

## Distribution
- Jennifer Finnigan : Claire La Foret
- Natalie Brown : Monica
- Cedric Smith : Grand-père
- Nola Augustson : Margaret La Foret
- Stefano DiMatteo : Sergio Boniti
- Morgan Kelly : Ian La Foret
- Mike O'Brien : Stuart
- Jenny Pudavick : Natasha